# Panzeria manitoba
Panzeria manitoba är en tvåvingeart som först beskrevs av Brooks 1943.  Panzeria manitoba ingår i släktet Panzeria och familjen parasitflugor. Inga underarter finns listade i Catalogue of Life.